# راجبال ياداف
راجبال ياداف من مواليد 16 آذار/مارس 1971، هوَ ممثل هندي حقّق بعضَ الشهرة بفضل أدوراه الثانويّة في مجموعة من الأفلام في بوليوود.

## المسيرة المهنية
حضرَ راجبال ياداف حضر أكاديمية بهاراتوندي نتايا في لكهنؤ من عام 1992 إلى عام 1994 ثم ذهبَ إلى المدرسة الوطنية للدراما في دلهي قبلَ أن ينتقلَ إلى مومباي في عام 1997. عمل في وقتٍ لاحق لصالح محطة تلفزيون دوردارشان من خِلال تصوير مسلسل تلفزيوني محلّي، ومن هناك بدأ في المشاركة في مختلف الأفلام التلفزيونية والسينمائية. هو سفير العلامة التجارية ويشيبلز.

## الحياة الشخصية
التقَى راجبال ياداف زوجته رادها ياداف عندما ذهب إلى كندا من أجل تصوير فيلمٍ هناك. جديرٌ بالذكر أنّ ياداف قد قضى 10 أيام السجن عام 2013 بسبب تقديمه لشهادة كاذبة في المحكمة كما قضى أربعة أيام في السجن من 3 ديسمبر حتى 6 كانون الأول/ديسمبر 2013 وذلك لنفسِ السبب.

## روابط خارجية
- راجبال ياداف على موقع IMDb (الإنجليزية)
- راجبال ياداف على موقع ميتاكريتيك (الإنجليزية)
- راجبال ياداف على موقع روتن توميتوز (الإنجليزية)
- راجبال ياداف على موقع ألو سيني (الفرنسية)
- راجبال ياداف على موقع تيرنر كلاسيك موفيز (الإنجليزية)
- راجبال ياداف على موقع أول موفي (الإنجليزية)
- راجبال ياداف على موقع قاعدة بيانات الفيلم (الإنجليزية)
- راجبال ياداف على موقع كينوبويسك (الروسية)